# Basqynshy
Basqynshy är en ort i Kazakstan.   Den ligger i oblystet Almaty, i den östra delen av landet, 1 000 km sydost om huvudstaden Astana. Basqynshy ligger 1 066 meter över havet och antalet invånare är 1 725.
Terrängen runt Basqynshy är huvudsakligen kuperad, men söderut är den platt. Runt Basqynshy är det ganska tätbefolkat, med 67 invånare per kvadratkilometer. Det finns inga andra samhällen i närheten. Trakten runt Basqynshy består i huvudsak av gräsmarker.